# Lophotus lacepede
Il pesce liocorno (Lophotus lacepede) è un pesce di mare appartenente alla famiglia Lophotidae, dell'ordine Lampridiformes.

## Distribuzione e habitat
Si tratta di una specie pressoché cosmopolita in acque tropicali e subtropicali, nota per il mar Mediterraneo occidentale, l'Oceano Atlantico adiacente, il mare Arabico, la California, l'Australia, eccetera. Sembra abbastanza raro ovunque ma forse è solo una specie difficile da osservare. Nei mari italiani è noto dappertutto ma non è comune.

Questa specie ha uno stile di vita pelagico e si incontra in acque poco profonde, di solito in mare aperto, a molte miglia dalla riva.

## Descrizione
Questo pesce ha un aspetto molto strano ed assolutamente inconfondibile. Il corpo è molto compresso lateralmente ed abbastanza alto, tende ad assottigliarsi verso la coda mentre dalla parte della testa è molto alto ed ha un profilo anteriore pressoché rettilineo. L'occhio è relativamente grande, la bocca protrattile. La pinna dorsale è unica e lunghissima, parte dall'estremità anteriore con un primo raggio curiosamente allungato ed ispessito a mo' di corno e termina in prossimità della piccolissima pinna caudale. Anche la pinna anale, le pinne pettorali e le ventrali sono molto piccole, anzi, queste ultime possono mancare.

La colorazione dell'animale vivo non è molto ben nota, il dorso ed i fianchi sono blu-nero con vistose macchie rotonde argentee, dopo la morte i colori virano verso un azzurrino argenteo abbastanza uniforme. Tutte le pinne sono di colore rosso vivo.

Si tratta di un pesce di notevoli dimensioni, che può raggiungere i 2 metri di lunghezza.

## Alimentazione
Gli adulti si cibano di pesciolini pelagici e di calamari, i giovani sono planctofagi.

## Riproduzione
Uova e larve sono pelagiche, queste ultime hanno un lunghissimo primo raggio nella pinna dorsale.

## Biologia
Ignota. Possiede una sacca che produce un liquido nero che può essere espulso dall'ano, si suppone che abbia funzioni difensive, come nei molluschi cefalopodi.

## Pesca
Avviene con palamiti o con reti a strascico, in maniera casuale. La carne, a detta dei pochi che l'hanno assaggiata, pare sia ottima.